# 榎本俊二
榎本 俊二（えのもと しゅんじ、1968年12月10日 - ）は、日本の漫画家。配偶者は同じく漫画家の耕野裕子。2010年4月から広島県三次市在住。

## 人物
神奈川県藤沢市生まれ。藤沢市立御所見中学校、神奈川県立藤沢西高等学校、日本映画学校（現・日本映画大学）卒業。
日本映画学校在学中に「ビッグコミックスピリッツ」第3回相原賞特別賞（ゴッホ記念財団（嘘）賞：賞品はひまわりのタネ）を受賞。その後「月刊アフタヌーン」（講談社）四季賞（1989年秋の佳作）に『Golden Lucky』が入賞し、応募作が同社の「週刊モーニング」に掲載され、漫画家デビュー。
漫画家を目指したきっかけは協調性がないことに気づいたから。代表作は『GOLDEN LUCKY』『えの素』など。
長年扁桃腺を患っていたが、切除手術を受け、完治した。2010年に東京から三次市に移住したのは、妻の実家があること、妻が1人っ子であること、子供を育てるのに自然が多いところが良いと思ったことから。
2022年、クラウドファンディングにより『えの素』アニメ化が実現する。監督はまがりひろあき。支援者にはDVD形式でショートアニメーションが送付された。同封のブックレットに描き下ろされた漫画は『新しいえの素』として「コミックDAYS」上で公開されている。
近年は講談社「月刊アフタヌーン｣で『アンダー3』、同「コミックDAYS」で『ザ・キンクス』、ミシマ社「ちゃぶ台」で『ギャグ漫画家山陰移住ストーリー』、マガジンハウス「BRUTUS」で『ムアンガ』を連載中。

## 作品の特徴
シュールギャグ。エロと下品と残酷を身上とし、不条理かつスピード感溢れるギャグで一部のファンから絶大な支持を得ている。精神科医の斎藤環は、「最盛期の赤塚不二夫よりも空虚であり、エログロの抽象化という点においては、山上たつひこをも凌駕する」と評した。作品数は少ないが「斬り介とジョニー四百九十九人斬り」のような、ギャグを排した残酷アクション漫画も描いている。
一方で『榎本俊二のカリスマ育児』などのエッセイマンガは、独特のとぼけた味わいの中にほのぼのとした雰囲気を感じさせる。
典型的なギャグ漫画の絵柄だが、『えの素』の葛原緑、『アンダー3』のマリヨなど、サディスト的な独特の美女を描くことに定評があり、沙村広明、奈須きのこ、藤本タツキなど、癖の強い作風の同業者にファンが多い。

## 作品、掲載情報

### 単行本
- 『GOLDEN LUCKY』（1990年10月 - 1996年5月、講談社） - 全10巻
  - 『GOLDEN LUCKY 完全版』（2002年4月 - 2002年8月、太田出版） - 全3巻
- 『反逆ののろし』（1995年1月、双葉社） - 全1巻
- 『えの素』（1997年11月 - 2003年10月、講談社） - 全9巻
  - 『えの素 完全版』（2008年6月-8月、講談社） - 全3巻
- 『enotic』（1998年9月、双葉社） - 全1巻
- 『しりももSHAKE!』（2002年3月、講談社） - 全1巻　＊CD-ROM付き 「覇王」連載
  - 『榎本俊二秘蔵まんがコレクション-しりももSHAKE!-』（2021年5月、ナンバーナイン）- 全1巻 ＊電子書籍のみ
- 『映画でにぎりっ屁!』（2004年1月、講談社） - 全1巻
- 『えの素トリビュート』（2006年10月、講談社） - 全1巻、榎本の妻・耕野裕子をはじめ、吉田戦車、鶴田謙二、あさりよしとお、寺田克也、萩尾望都らが執筆。
- 『榎本俊二のカリスマ育児』（2007年1月、秋田書店） - 既刊2巻、「もっと!」（秋田書店）連載
- 『ムーたち』（2006年12月 - 2007年10月、講談社） - 全2巻
- 『思ってたよりフツーですね』（2009年8月 - 、角川書店） - 既刊3巻、「本の旅人」（角川書店）連載
- 『斬り介とジョニー四百九十九人斬り』（2010年12月、講談社） - 全1巻
- 『ジロバッグ』（2011年1月、河出書房新社） - 全1巻 「MilK JAPON」連載
  - 『榎本俊二秘蔵まんがコレクション-ジロバッグ＋子とばの世界-』（2020年7月、ナンバーナイン）- 全1巻、併録の「子とばの世界」は博報堂教育財団の広報誌『にほんごっ子』第2号（2011年）から第9号（2014年）にかけて連載された。　＊電子書籍のみ
- 『3/16事件』（2011年3月、講談社BOX） - 全1巻、奈須きのことの共著、『宙の外』『MAGNITUNING』収録
- 『火事場のバカIQ』（2013年1月、小学館） - 全3巻、最終巻（3巻）に描き下ろし48ページ3話分を収録
- 『アンダー3』（2014年6月 - 、講談社） - 既刊2巻、「月刊アフタヌーン」（講談社）連載　＊電子書籍のみ
- 『表4子ちゃん』（2020年3月、少年画報社） - 全1巻　＊同上
- 『ザ・キンクス』(2023年3月、講談社） - 既刊2巻、「コミックDAYS」（講談社）連載

### アンソロジー
- しあわせ出産!（共著：耕野裕子ほか、2009年11月30日初版発行、秋田書店） ISBN 978-4-253-10719-8
  - 「カリスマ出産」を収録。
- 谷崎万華鏡-谷崎潤一郎マンガアンソロジー-（共著：今日マチ子ほか、2016年11月8日初版発行、中央公論新社）
  - 「青塚氏の話」を収録。

### 読切作品
- 涙の権三（1994年、『モーニングオープン増刊』11月21日・1995年1月6日号、講談社） - 単行本『GOLDEN LUCKY』10巻に併録の野球漫画。
- 吉田さんありがとう（2009年、『吉田戦車 (文藝別冊　KAWADE夢ムック) 』、河出書房新社） - 2ページのエッセイ漫画。2017年刊の大増補新版にも掲載。
- 斬り介とジョニー四百九十九人斬り（2010年、『月刊アフタヌーン』7月号、講談社） - 同号に一挙掲載された全122ページの読切。同名の単行本に収録。
- MAGNITUNING（2010年、『漫画BOX AMASIA』、講談社） - 単行本『3/16事件』に収録。奈須きのこによりノベライズされている。
- 宙の外（2010年、『漫画BOX AMASIA』、講談社） - 原作：奈須きのこ。同上に収録。
- テーマはにく（2014年、『紅い牙9』） -  2002年結成のプロ漫画家サークル「紅い牙」[9]発行の同人誌に掲載された作品。
- ガールズ・ソリッドセンダーズ（2014年、『月刊IKKI』2月号、小学館） - 連載と銘打たれたが僅か1ページで終了したフルカラー作品。
- わたしのアソコ見せてあげる（2014年、『月刊アフタヌーン』5月号、講談社）
- Iがらしさんのこと（2018年、『いがらしみきお ペン先で神に触れる（文藝別冊　KAWADE夢ムック)』、河出書房新社） - 2ページのエッセイ漫画。

### イラスト
- 嘘六百（著：鶴見六百、2002年-2004年、ドリマガ、ソフトバンククリエイティブ） - ゲーム雑誌の連載コラム。
- TVアニメ 【懺・】さよなら絶望先生（2009年） - 第4話エンドカード。
- かみにえともじ（著：本谷有希子、2009年-、モーニング、講談社） - 本谷有希子の連載コラム。
- 社会学居酒屋談義（著：仁平典宏、2014年-、POSSE、堀之内出版） - 仁平典宏の連載エッセイ。
- みんなのコミュニズム（著：ビニ・アダムザック、2020年、堀之内出版） - 表紙・挿絵を担当。

### 対談
- 「テンガイの酒とマンガで日々是好日」（収録：エッチェ・ボンボ、シードホール編『Dramatrix '91』演劇ぶっく社、1991年） - 少年王者舘主宰の天野天街と。 ISBN 978-4-7952-4806-9
- 「暗黒の笑いを解読する」（収録：吉本ばなな『ばななのばなな』メタローグ、1994年） - 吉本ばななと。 ISBN 978-4-8398-0011-6
- 「小林賢太郎×榎本俊二」（収録：ラーメンズ『ラーメンズつくるひと　凸』太田出版、2002年） - ラーメンズの小林賢太郎と。 ISBN 978-4-87233-685-6
- 「アベカズシゲの野望2004」（収録：阿部和重『阿部和重対談集』講談社、2005年） - 阿部和重および相川博昭と。 ISBN 978-4-06-211185-0
- 「3／16事件」（収録：『漫画BOX AMASIA』講談社、2010年） - 奈須きのこと。 ISBN 978-4-06-364826-3
- 「榎本俊二×西島大介／東京から遠く離れて」（収録：インディーズ雑誌『なんとなく、クリティック 2』、2014年） - 西島大介と。 ISBN 978-4-9906933-1-2

### 原画展
- 『みんなのコミュニズム』刊行記念 榎本俊二原画展 - 青山ブックセンター（2020年3月17日〜3月31日）、ときわ書房 志津ステーションビル店 （2020年4月11日～5月10日）
- 榎本俊二 黄金狂画展 -GOLDEN MANIAX - ベアトラップギャラリー（2024年9月21日〜10月27日）

### その他
- イヤミの包囲網（2010年-2014年、月刊アフタヌーン、講談社） - 2010年5月号から2014年4月号にかけて連載された映画評。コラム+イラスト+脚注。
- 『脳の中の「わたし」』（坂井克之著、講談社、2009年） - イラストを担当。 ISBN 978-4-06-215882-4
- 萬Z。Best（萬Z(量産型)＆manzo、2009年） - CDジャケットイラスト。
- 現代ゲーム用語大全 (電ファミニコゲーマー、株式会社マレ、2018年) - 4コマ。
- 【朝宮ゆり】デリヘル呼んだら君が来た【歌ってみた】（2019年、YouTube）[10] - ナナホシ管弦楽団による初音ミクの楽曲「デリヘル呼んだら君が来た」をバーチャルYouTuber・朝宮ゆりが歌ったPV動画内の漫画を担当[11]。
- 『浦安鉄筋家族』シリーズ30周年記念お祝いイラスト（『週刊少年チャンピオン』2023年10号） - 寄稿[12]。
- 『子みかるわーるど』 - 「写話による、ありのままの子ども」（博報堂教育財団）でフルカラー4コマ１ページを全4回連載。

## 紙媒体以外のメディア出演
テレビ
- モグラネグラ（テレビ東京）

ラジオ
- おひるーな（2019年3月12日、RCCラジオ）
- Canvas（2019年3月15日、RCCラジオ）

## 受賞歴
- 「ビッグコミックスピリッツ」第3回相原賞特別賞
- 「月刊アフタヌーン」四季賞1989年秋・佳作
- 「手塚治虫文化賞」短編賞　第29回(2025年)